# Sint-Sebastiaanskerk (Linkebeek)

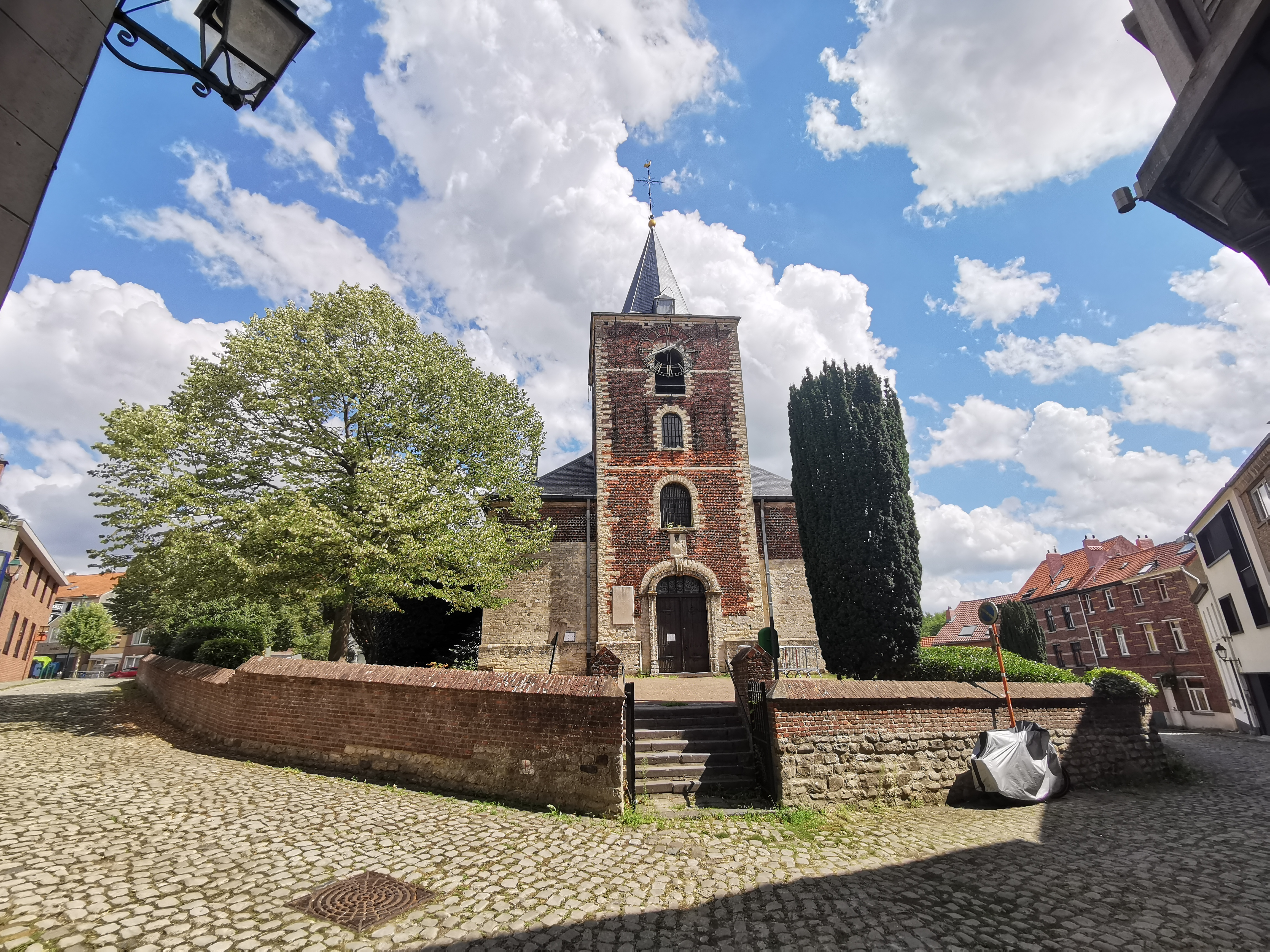
Vooraanzicht

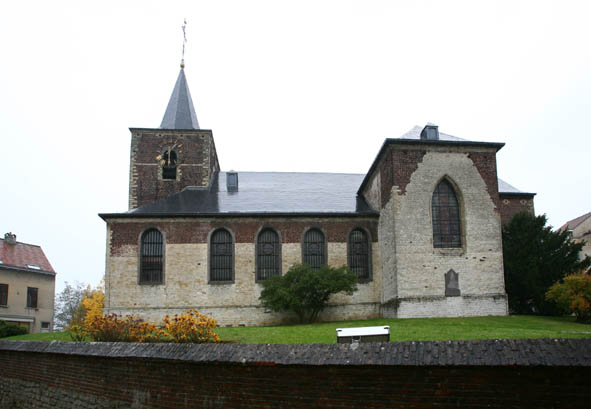
Zijaanzicht

De Sint-Sebastiaanskerk  is een kerkgebouw te Linkebeek in de Belgische provincie Vlaams-Brabant. 

## Geschiedenis
De geschiedenis is op te splitsen in vier fasen: de uitzichttoren, de romaanse kerk, de gotische koorgedeelten en de heropbouw.
In de 9e en 10e eeuw was de omgeving van het huidige kerkgebouw ontbost en stonden er geen woningen. Men had er zicht op de beekvallei die hier een bocht van ruim 180° maakt: de ideale plaats voor een uitzichttoren met crypte. Geen overbodige luxe in deze woelige tijd van Noormannen en “Heren” die elkaar bevochten.
In het begin van de 13e eeuw, bij de onafhankelijkheid van de parochie, werd oostelijk van de toren een rechthoekige ruimte gebouwd uit witte steen in romaanse stijl. De breedte van 6 meter komt overeen met deze van het middengedeelte van de huidige toren en de lengte van 12 meter is iets kleiner dan deze van het huidige kerkschip. De ‘Keltisch-Romaanse’ doopvont dateert uit deze tijd.
Karel de Stoute stichtte, bij zijn bezoek in 1469, de “Broederschap van Sint-Sebastiaan” en gaf haar een guldenboek dat nog steeds bestaat. Het lidgeld bedroeg toen één stuiver per jaar. Met dit geld werd de kerk vergroot met “drie koren”: de kruisbeuken aan de noord- en zuidkant en het hoogkoor aan de oostzijde. Deze uitbreiding gebeurde met witte zandsteen in gotische stijl.
In de 18e eeuw werden er zijbeuken toegevoegd terwijl men grote verbindingsgaten sloeg in de bestaande muren. Deze ingreep verminkte het gebouw zodanig dat een heropbouw en een uitbreiding noodzakelijk waren. Dit gebeurde in drie fasen:
- 1751: de sacristie werd bijgebouwd aan de oostzijde,
- 1773: de toren werd iets meer westwaarts door de abdis van Vorst herbouwd,
- 1778: het kerkgebouw werd afgebroken behalve de gotische kruisbeuken en de wand tegen de sacristie. Daarna werd de kerk herbouwd door de parochie op de huidige breedte in romaanse stijl. Eerst werden de witte stenen hergebruikt; daarna werd er voortgebouwd met rode bakstenen. Ook de zijvleugels van de toren zijn vermoedelijk toen toegevoegd.

Kerk en omgeving werden geklasseerd als landschap op 13 augustus1953, en het kerkgebouw als monument op 7 april 1995.  De parochie maakt deel uit van het dekenaat Halle.